# ジェントルメン (映画)
『ジェントルメン』（The Gentlemen）は2019年のアメリカ合衆国・イギリスのアクション映画。監督はガイ・リッチー、出演はマシュー・マコノヒーとチャーリー・ハナムなど。ロンドンの暗黒街を舞台に、麻薬王の引退をきっかけに展開するバトルを描いている。
2024年、同題のスピンオフドラマシリーズが制作され、Netflixで配信。

## ストーリー
ビッグ・デイヴはタブロイド紙の編集者だった。ある日パーティーに参加したデイヴは麻薬業界の大物、ミッキー・ピアソンに挨拶をしたが、ミッキーはデイヴを無視した。腹を立てたデイヴは探偵（フレッチャー）を雇い、ミッキーとプレスフィールド卿の関係を調査させることにする。彼の娘、ローラはヘロインに依存しており、ミッキーと何らかの繋がりがあるのではないかと疑ったのである。フレッチャーは調査結果をまとめ、それをミッキーの右腕として知られるレイモンドに突き付け、2000万ポンドの支払いを要求する。
ストーリーは過去に遡る。ミッキーはアメリカの貧困家庭で生まれ育ったが、勉学に秀でていたために、奨学金を得てオックスフォード大学に進学した。在学中、ミッキーは裕福な家に生まれ育った学生たちにマリファナを売るビジネスを始めた。ビジネスにのめり込んだミッキーは大学を退学し、そのまま裏社会でのし上がっていった。ミッキーは自分が一代で築き上げたビジネスをアメリカの富豪、マシュー・バーガーに4億ポンドで売却しようとしていた。ここ最近、ミッキーは殺伐とした裏社会に嫌気がさしてきており、引退して妻のロザリンドと一緒に平穏に暮らしたがっていたのである。ミッキーはバーガーを大麻栽培施設の一つに案内する。その施設は田舎の名士たちが所有する土地の地下にあった。名士たちは豪邸の維持費用を自力で工面できなくなり、やむなくミッキーに土地を貸していたのだった。ほどなくして、中国のギャング（ジョージ卿とその部下ドライ・アイ）から「事業を買収したい」というオファーを受けたが、ミッキーはそれを断る。その後、アマチュアの格闘技集団、トドラーズがミッキーの所有する大麻栽培施設を襲撃するという事件が発生する。トドラーズは施設の警備員を打ち負かし、施設からマリファナを強奪した。しかも、彼らはその様子を録画しており、その映像にラップを合わせてネット上にアップロードした。トドラーズのコーチはその一件を知るや否や、直ちにビデオを削除するよう命じる。コーチはミッキーからの報復を恐れたのである。
ミッキーが十分に育ったマリファナの搬出を始めた頃、プレスフィールド卿から「ヘロイン仲間とつるんでいる娘を連れ帰って欲しい」という依頼を受けた。ミッキーの命令で、レイモンドは部下を引き連れてローラの元に急行したが、その際、彼女のヘロイン仲間たちが掴みかかってきた。揉み合いの最中、ヘロイン仲間の一人（アスラン）が窓から転落死してしまった。ほどなくして、ローラもオーバードーズで亡くなった。しばらくして、コーチがレイモンドの元を訪れ、施設を襲撃したことを謝罪すると共に、お詫びとして組織の仕事を引き受けたいと申し出た。その後、コーチはトドラーズに施設の場所を教えたフック（ドライ・アイの部下）を捕まえて詳細を聞き出そうとしたが、フックは逃走を試み、その際に運悪く死んでしまった。その頃、ミッキーはジョージ卿を脅しつけていた。ジョージ卿はオファーを断られた腹いせに、ミッキーが保有するマリファナ工場を襲撃したのだった。ジョージ卿は任務に失敗したドライ・アイを始末しようとしたが、逆に殺されてしまった。そして、ギャングはドライ・アイの支配下に置かれることとなった。
こうして、ミッキーの麻薬ビジネスをめぐる闘争はますます混迷していくのだった。

## キャスト
※括弧内は日本語吹替。
- マイケル・"ミッキー"・ピアソン: マシュー・マコノヒー（子安武人）
- レイモンド・スミス: チャーリー・ハナム（佐藤拓也）
- ロザリンド・ピアソン: ミシェル・ドッカリー（平田裕香）
- マシュー・バーガー: ジェレミー・ストロング（岡本幸輔）
- ジャッキー: リン・ルネー（英語版）（新井笙子）
- コーチ: コリン・ファレル（津田健次郎）
- ドライ・アイ: ヘンリー・ゴールディング（江頭宏哉）
- ジョージ卿: トム・ウー（英語版）
- バニー: チディ・アジュフォ（江頭宏哉）
- フレッチャー: ヒュー・グラント（森田順平）
- ビッグ・デイヴ: エディ・マーサン（栗田圭）
- フック: ジェイソン・ウォン（英語版）
- ハミー: ジョン・ダグリーシュ（英語版）
- プレスフィールド卿: サミュエル・ウェスト（田所陽向）
- ローラ・プレスフィールド: エリオット・サムナー（英語版）（朝井彩加）
- ベニー: フランツ・ドラメー
- プライムタイム: クリス・エヴァンゲロー（英語版）（宮崎遊）
- アーニー: バグジー・マローン（英語版）（菊地達弘）
- パワー・ノエル: トム・リース・ハリーズ（英語版）(新祐樹)
- アスラン: ダニー・グリフィス
- ミーシャ: ユージニア・カズミナ（英語版）
- モーリーン: アシュリー・マグワイア（英語版）
- (スノーボール卿)ヘンリー: ジョージ・アスプリー（英語版）(堀総士郎)

- ワン・ヨン: 伊川東吾
- (ノンクレジット)ルビー: ブリタニー・アシュワース（英語版）

## 製作
2018年5月、ガイ・リッチー監督が自身の原点に回帰した映画『Toff Guys』の製作に着手したとの報道があった。10月、マシュー・マコノヒー、ケイト・ベッキンセイル、ヘンリー・ゴールディング、ヒュー・グラントの起用が発表された（後にベッキンセイルは降板することになり、ミシェル・ドッカリーが代役として起用された）。11月、ジェレミー・ストロング、コリン・ファレル、ジェイソン・ウォンの出演が決定した。同月13日、本作の主要撮影がロンドンで始まった。12月、リン・レネーがキャスト入りした。
2019年12月19日、クリストファー・ベンステッドが本作で使用される楽曲を手掛けていると報じられた。20日、本作のサウンドトラックが発売された。

## 公開・マーケティング
2018年5月、ミラマックスが本作の全世界配給権を3000万ドル強で購入した。2019年2月21日、STXエンターテインメントがミラマックスから本作の全米配給権を700万ドルで購入したとの報道があった。その際、本作のタイトルが『Toff Guys』から『Bush』に変更されたとも報じられた。4月2日、本作のタイトルが『Bush』から『The Gentlemen』に変更されるとの発表があった。10月2日、本作のオフィシャル・トレイラーが公開された。12月3日、本作はロンドンでプレミア上映された。

## 興行収入
本作は『ザ・ターニング』と同じ週に封切られ、公開初週末に1000万ドル前後を稼ぎ出すと予想されていたが、その予想は的中した。2020年1月24日、本作は全米2165館で公開され、公開初週末に1065万ドルを稼ぎ出し、週末興行収入ランキング初登場4位となった。

## 評価
本作は批評家から好意的に評価されている。映画批評集積サイトのRotten Tomatoesには230件のレビューがあり、批評家支持率は73%、平均点は10点満点で6.41点となっている。サイト側による批評家の見解の要約は「『ジェントルメン』はガイ・リッチー監督の新しいファンを増やすことはできないかも知れないが、同監督の作品のファンなら十分に楽しめるものである。」となっている。また、Metacriticには44件のレビューがあり、加重平均値は51/100と平凡なものに留まっている。なお、本作のCinemaScoreはB+となっている。